# Holma, Lysekils kommun
För andra betydelser, se Holma.
Holma säteri är en herrgård och tidigare säteri, belägen beläget i Brastads socken utanför Brastad.

## Beskrivning
Den senaste huvudbyggnaden på Holma kallad "Villan" var uppförd 1911 i tre våningar av sten efter ritningar av kemisten och havsforskningspionjären, professor Sven Otto Pettersson. Tidigare corps-de-logis blev förstört av vådeld.

## Historia
De äldsta beläggen för Holma gods är från 1400-talet, eventuellt tidigare, och har varit ägt av flera danska adelsätter, däribland Friis.
Holma är omnämnd i ett brev daterat den 11 juni 1425, då flera andliga och världsliga herrar samlades för att bevittna och besegla ett förpantningsbrev, utställt av kung Erik av Pommern och Drottning Margareta. I slutet av samma århundrade är Holma antecknat som adligt frälsegods.
Tidigast kända innehavaren är Henrik Friis var skriven till Holma gård 1489-1494. Han var gift med Katarina Engelbrektsdatter, vilken överlevde honom. Efter vapenbilden torde han hört till den s.k. "Schackavleätten" alias  Friis [af Haraldskær]. Godset ärvdes därefter av dennes son Engelbrekt Friis som ägde Holma mellan 1530 och 1535. Engelbrekt Friis ägde även Borregaard vid Sarpsborg.
Holma var omkring 1500- och 1600-talen en av länets största sätesgårdar och 1573 hörde inte mindre än 38 gårdsbruk, fördelat i Brastad, Bokenäs, Håby, Hede, Kville, Vrem, Svenneby, Bottna, Lur och Skee socknar under densamma.
1569 har godset genom gifte med en dotter till Peder Pedersen Rytter, Karine Pedersdatter, kommit i Peder Bagges ägo, han var länsmann på Bohus 1574-1592. Denna som hade fått adligt frälse av kung Fredrik II av Danmark 1585, var av samma släkt som den ryktbara prosten Fredrik Bagge i Marstrand. Källor från Peder Bagges tid som Holmas herre, anger att den 29 december 1589 gästades han av kung Jakob VI av Skottland
(den olyckliga Maria Stuarts son och sedan Konung av England under namnet Jakob I) samt hans gemål, prinsessan Anna av Danmark, Christian IV syster, med vilken han kort förut hållit bröllop i Oslo. Ett manuskript utvisar I detalj hur de kungliga personerna samt deras skotska och danska följen var inkvarterade.
Peder Bagges son Mats Bagge övertog vid faderns död 1606 godset. Denne ägde också Vese säteri från 1609 och han återköpte Borregaard. Mats Bagge var som redare inblandad i en rad vidlyftiga affärer vilka ledde till tvistemål. Mats Bagge dog mellom 1635 och 1639 och ärvdes av sina barn. För att kunna lösa ut sina syskon pantförskrev sonen Peder Bagge egendomen till Margareta Hvitfeldt, som snart övertog egendomen. Peder Bagge var innan Margareta Hvitfeldt övertog godset Bohusläns tredje största godsägare efter Margareta Hvitfeldt på Sundsby och Dorotea Bielke (änka efter Daniel Bildt) på Morlanda.
Generalguvernören greve Rutger von Ascheberg förvärvade godset av Margareta Hvitfeldt 1661. På Holma föddes 1671 dottern Margareta, senare maka till Kjell Christoffer Barnekow. Rutger von Aschebergs äldre dotter Anna Elisabet gifte sig med Arvid Soop, som ärvde Holma säteri tillsammans med den yngre dottern Eleonora Elisabet. Den sistnämnda gifte sig med Bernhard Virgin som redan ägde Gullmarsbergs säteri och därefter fick förvärva Holma säteri. Sonen Arvid Bernhard Virgin ärvde Gullmarsberg och Holma.
På grund av slösaktigt leverne och dåliga affärer tvingades Arvid Bernhard Virgin att sälja av Holmas underlydande gårdar. År 1754 sålde han slutligen även Holma till brodern, varefter han flyttade in på Torp. Holma var emellertid för litet för att var ekonomiskt lönsamt och Claes Virgin blev snart arrendator på Åby säteri och pantsattes därefter i Riksens Ständers bank.
År 1777 brann säteriets mangård ned. Därefter utmättes egendomen och såldes på auktion. Claes Virgins son Johan Casper Virgin köpte Holma på auktionen, men pantsatte godset till en köpmanen Fredrik (Christian) Bundsen från Marstrand, som tre år senare förvärvade gården. Hans mor tillhörde en annan gren av Baggesläkten än den som tidigare ägt Holma. Därefter ombildades Holma säteri till fideikommiss. Det är det enda fideikommiss som funnits i Bohuslän.
Fredrik Bundsen var son till Kristian Bundsen invandrad till Marstrand från Hamburg och Fredrika Bagge. När fideikommisset upprättades 1786 omfattade Holma säteri 14 1/4 mantal. Fredrik Bundsen gifte sig med Anna Catharina Cahman och de fick fyra barn.
Holma togs över av sonen Fredrik Bundsen (II), gift med Gustava Agata Lemke. Han tvingades av ekonomiska skäl avyttra underliggande gårdar tillhörande fideikommissets. Vid sin död hade han sålt av två tredjedelar av godsets mark. Näste ägare var deras son, den tredje Fredrik Bundsen, gift med Anna Juliana Oterdahl. Därefter övertogs gården av Fredrik (Fritz) Julius Bundsen, först gift med Karolina Teresia Thudén och därefter med hennes syster Margareta Nathalia Thudén.
Fritz Bundsen blev den siste fideikommissarien på Holma. Han levde ett extravagant liv och gjorde snart personlig konkurs. 1882 köptes säteriet, som nu enbart omfattade två mantal, av professor Otto Pettersson. År 1941 såldes egendomen av dennes dödsbo. Fideikommisset kvarlevde som fideikommisskapital i intill 1960-talet.